# Hermann Raff
Hermann Raff (* 6. August 1905 in Ebingen; † 1941 gefallen bei Welikije Luki) war ein deutscher Mathematiker und Bibliothekar.

## Wirken
Hermann Raff studierte an der Eberhard-Karls-Universität Tübingen Mathematik und Physik. Nach dem Staatsexamen für den höheren Schuldienst im Jahre 1931 promovierte er im selben Jahr bei Konrad Knopp. Ebenfalls 1931 trat er als Bibliotheksreferendar an der Universitätsbibliothek Tübingen in die Ausbildung für den höheren Bibliotheksdienst ein und wechselte dann für die theoretische Ausbildung an die Preußische Staatsbibliothek in Berlin, wo er 1933 die Fachprüfung ablegte. Ab 1933 war er als Bibliothekar an der Universitätsbibliothek Tübingen tätig. 1936 habilitierte er sich in Tübingen für das Fach Mathematik. Im Zweiten Weltkrieg wurde er Soldat. Er fiel 1941 in Westrussland bei Welikije Luki.

## Veröffentlichungen
- Beschränkte divergente Folgen und reguläre Matrizen. In: Mathematische Zeitschrift, Jg. 36 (1932), S. 1–34 (Dissertation Universität Tübingen).
- Zur Theorie der linearen Transformationen. In: Mathematische Zeitschrift, Jg. 37 (1933), S. 572–577.
- Lineare Transformationen beschränkter integrierbarer Funktionen. In: Mathematische Zeitschrift, Jg. 41 (1936), S. 605–629 (Habilitationsschrift Universität Tübingen).
- Über lineare Integraltransformationen. In: Monatshefte für Mathematik, Bd. 45 (1936), S. 379–393.
- (Bearb.): Bibliotheksstatistik. In: Verein Deutscher Bibliothekare (Hrsg.): Jahrbuch der deutschen Bibliotheken, Bd. 28 (1937), S. 155–218.
- Verzeichnis der Schriften von Georg Leyh. In: Festschrift Georg Leyh. Aufsätze zum Bibliothekswesen und zur Forschungsgeschichte dargebracht zum 60. Geburtstage am 6. Juni 1937 von Freunden und Fachgenossen. Harrassowitz, Leipzig 1937, S. XIII–XXVI.
- (Bearb.): Bibliotheksstatistik (Betriebsstatistik 1937/38). In: Verein Deutscher Bibliothekare (Hrsg.): Jahrbuch der deutschen Bibliotheken, Bd. 29 (1938), S. 167–204.